# Файтун Фонбан
Файтун Фонбан (иногда встречается имя Файтун Фолбун (англ. Phaitoon Phonbun, англ. Phaitoon Pholbun), род. 19 января 1975 года) — тайский бывший профессиональный снукерист.

## Карьера
В 1994 выиграл юниорский чемпионат Азии. Будучи любителем, в середине 1990-х Файтун Фонбан регулярно выступал на чемпионатах мира IBSF, а также принимал участие в уайлд-кард раунде «домашних» профессиональных турниров (причём на Thailand Open 1995 сумел выйти в 1/16-ю). В 1997 в составе сборной Таиланда выиграл золотую медаль на Юговосточноазиатских играх; в 1998 — серебряную медаль в парном турнире на XIII Азиаде. Стал профессионалом и попал в мэйн-тур также в 1998 году, однако, несмотря на это, принял участие в любительском чемпионате мира в ноябре того же года. 
Файтун Фонбан играл в мэйн-туре до 2003 года, и его лучшим результатом за это время стала 1/16 финала на LG Cup 2001. Свой высший брейк он сделал в квалификации к чемпионату мира 2000 года — 138 очков. Высший рейтинг Фонбана — 70-й.
С тех пор как тайский снукерист выбыл из мэйн-тура, он продолжает играть в различных любительских соревнованиях. В частности, в 2009 он, в паре с Иссарой Качайвоном завоевал бронзу на Юговосточноазиатских играх.
В 2002 Фонбан стал финалистом чемпионата Таиланда (непрофессиональный турнир). Некоторое время он также играл в составе команды Таиланда в Кубке наций.